# 東海楽器・Talbo
Talbo（タルボ）は、1983年から東海楽器製造が製造・販売を行うエレクトリックギターの機種。名称は「T-ALLOY-BODY」の略で、ボディがアルミニウム合金製であることが特徴。
現在、国内では池部楽器店と神田商会がライセンス販売を行っている。

## 解説
1983年、それまでフェンダーやギブソンのコピーモデル製造やその販売を中心としていた東海楽器は、自社オリジナルのエレクトリックギターとして、独自のボディシェイプを持つTalboを発表した。ギターの素材は木材が一般的であるが、このTalboは「クイックレスポンス」「ロングサスティーン」「ノイズレス」を目的に、ボディの素材をアルミニウム合金にするという当時としては極めて斬新かつ先鋭的なギターであった（この他にも、後に東海楽器は炭素繊維を素材とした「MAT」を発表している）。
当初は2プライ構造で、上下に分かれた砂型に800℃以上の溶けたアルミニウムを流し込んで鋳造したものを重ねて溶接し、中空ボディの中に発泡ウレタンを注入していた。やがて溶接のない1プライ構造のエレクトリックベース・「Talbo Bass」も発表し、現在はすべて1プライ構造となっている。
しかし発売当時は期待以上の人気を得られず、1980年代に1,300本程度（ショップカスタムモデルを含んだ総計でも2,000本程度）が出荷されるのみであった。やがて東海楽器自体の経営悪化から、Talboの生産そのものの中断も余儀なくされた。
1990年代に入り、今井寿（BUCK-TICK）が使用し始めたことにより再び注目を浴び、1994年に三鷹楽器が東海楽器にストックされていた1980年代製ボディから復活させ販売。この売れ行きが好調だったことから、1996年に東海楽器が生産を再開すると、HISASHI（GLAY）とのコラボレーションで“TALBO Secret FACTORY”が始動され、この中で更に斬新さが磨かれていくことになった。2003年には三鷹楽器が閉店したことに伴い、担当スタッフが池部楽器店へ移籍。同時にTALBO Secret FACTORYも移管された。
アルミボディが特徴のTalboだが、1980年代当初よりショップカスタマイズモデルに木材ボディのものが存在する。「Talbo TG」シリーズや「TARBOSAURUS」（TALBO Secret FACTORY製）、シェイプが異なる「Talbo Woody I/II」などもボディが木材である。90年代以降は多くのカスタマイズモデルや派生モデルがあり、アクリル製で透過性のあるボディのモデルもある。

## モデル

### Tokai
| 出荷時期  | モデル                   | パーツ色                    | ネック                      | ネック               | ネック          | ボディ色    |
| --------- | ------------------------ | --------------------------- | --------------------------- | -------------------- | --------------- | ----------- |
| 出荷時期  | モデル                   | パーツ色                    | メイプル・ローズ指板        | メイプル・ローズ指板 | メイプル1ピース | ボディ色    |
| 1983年9月 |                          |                             | ピックアップ                | ピックアップ         | ピックアップ    |             |
| 1983年9月 | ハムバッカー P1-26BB×2   | シングル・コイル P2-71B×3   | シングル・コイル P2-71B×3   |                      |                 |             |
| 1983年9月 | ブリッジ                 |                             |                             |                      |                 |             |
| 1983年9月 | トレモロレス・オリジナル | 2点支持式トレモロ・ユニット | 2点支持式トレモロ・ユニット |                      |                 |             |
| 1983年9月 | A-80                     | クローム                    | A-80D                       | A-80S                | A-80S           | PW BR       |
| 1983年9月 | A-100                    | ゴールド                    | A-100D                      | A-100S               | A-100S          | BB GM FR FB |
| 1983年9月 | A-150                    | アンティーク                | A-150D                      | A-150S               |                 | DGS BRS BSS |
| 1985年    |                          |                             | ピックアップ                | ピックアップ         |                 |             |
| 1985年    | ハムバッカー P1-26CrB×2  | シングル・コイル P2-71B×3   |                             |                      |                 |             |
| 1985年    | ブリッジ                 |                             |                             |                      |                 |             |
| 1985年    | Ayer's Rockers I         |                             |                             |                      |                 |             |
| 1985年    | AX80                     | クローム                    | AX80D                       | AX80S                |                 | PWR BRR BBR |
| 1985年    | AX100                    | クローム                    | AX100D                      | AX100S               |                 | CRMR        |
| 1985年    | AX110                    | ゴールド                    | AX110D                      | AX110S               |                 | GOLR        |
| 1987年    |                          |                             | ブリッジ                    | ブリッジ             |                 |             |
| 1987年    | Ayer's Rockers V         |                             |                             |                      |                 |             |
| 1987年    | TF80                     |                             |                             | TF80S                |                 | BBR         |

PW（パール・ホワイト）BR（ブレイジング・レッド）BB（ブラック）GM（ゴールド・メタリック）FR（フレーク・レッド）FB（フレーク・ブルー）DGS（サンバースト）BRS（サンバースト）BSS（ブラウン・サンバースト）
PWR（パール・ホワイト）BRR（ブレイジング・レッド）BBR（ブラック）CRMR（クローム）GOLR（ゴールド）
| 出荷時期   | モデル | ピックアップ | ボディ色                                          |                          |
| ---------- | ------ | ------------ | ------------------------------------------------- | ------------------------ |
| 1997年     | A-150  | SSH          | ANV                                               | 東海楽器創立50周年 Talbo |
| 1997年半ば | A-123  | SSS          | MB（メタリック・ブラック） SG（シルバー・グレー） |                          |
| 1997年半ば | A-130  | SSH          | クローム・プレート                                |                          |
|            | A-145  | SSH          |                                                   |                          |
|            | A-173  | SSH          |                                                   |                          |
|            | A-180  | SSH          |                                                   |                          |

派生モデル
Talbo Bass
Talboと同じくアルミニウム合金のボディで製作されたエレクトリック・ベース。東海楽器はこのTalbo Bassで、初めて溶接のない1ピースの一体成形ボディを実現した。

Talbo Jr.
電池を使用するアンプ・スピーカー内蔵のモデル。ボディはTalboより小型でミディアムスケール。「TALBO SECRET FACTORY」では「仔タルボ」としてカスタマイズされているモデル。

Blazing Fire
シェイプはTalboと同じだが、透明なアクリルを素材として使用したモデル。

Talbo Woody
木製ボディのTalbo。シェイプも若干Talboとは異なる。「スキャロップ・ホロー構造」と呼ばれるセミホロウボディを採用した。

Talbo Jupitar

Talbo TG

### 三鷹楽器

#### MITAKA ORIGINAL
- ALL METALLIC SILVER
- ALL METALLIC BLACK
- ALL METALLIC BLACK（サスティナー搭載）
- ALL METALLIC BLACK（ギターシンセ・ドライバー搭載）
- ALL METALLIC RED（限定）
- ALUMI CLEAR
- PLATINA BLACK
- PLATINA BLUE
- PLATINA RED

### 池部楽器
- 「TALBO SECRET FACTORY」において、オリジナルモデル・カスタムオーダーなどを受け付けている。

### 現行
Tokai（海外向け）
- A-123 CAR（レッド）
- A-150SH MB-H（メタリック・ブラック）マッチング・ヘッド
- A-145SH NP
- A-150SH MW-H（メタリック・ホワイト）マッチング・ヘッド
- Blazing Fire See-Thru Red & Blue（ボディ：アクリル）
- Talbo Woody
- Talbo Bass:B-124 B-135
- Re:A-700 Talbo（JR東海との共同開発で、アルミ部材に退役した東海道新幹線N700系電車からのリサイクル品を使用）

神田商会
- Z-Talbo シリーズ
Z-Talbo Jr.、ZT-2500 SSH

## 使用ミュージシャン
- 平沢進
- 中野テルヲ
- 田中一郎（ARB）
- 岡野ハジメ
- ホッピー神山
- ティム・ファリス（en:Tim Farriss）INXS
- Hackai（元：有頂天）
- 今井寿（BUCK-TICK）
- 本田恭章
- ちわきまゆみ
- HISASHI（GLAY）
- HIRO（remote、暴動天国）
- フクスケ（メトロノーム・ADAPTER。）
- アール・ケイト
- 魚住有希（LoVendoЯ）
- リウ (メトロノーム、ケラ&ザ・シンセサイザーズ)
- 窪田晴男（元：パール兄弟）
- TAKEYA（shame）